# Lövösundet
Lövösundet är en sjö i Umeå kommun i Västerbotten och ingår i Tavelån-Umeälvens kustområde. Sjön har en area på 0,143 kvadratkilometer och ligger 1,3 meter över havet. Den avrinner till Västerlångslädan.
Ännu på 1700-talet ska Västerlångslädan, Lövösundet, Lövsundet och Kasaviken ha varit en enda fjärd sammanhängande med Tavlefjärden.

## Delavrinningsområde
Lövösundet ingår i det delavrinningsområde (707783-172672) som SMHI kallar för Utloppet av Lövösundet. Medelhöjden är 11 meter över havet och ytan är 5,15 kvadratkilometer. Det finns inga avrinningsområden uppströms utan avrinningsområdet är högsta punkten. Avrinningsområdets utflöde mynnar i havet. Avrinningsområdet består mestadels av skog (67 procent). Avrinningsområdet har 0,52 kvadratkilometer vattenytor vilket ger det en sjöprocent på 10,1 procent. Bebyggelsen i området täcker en yta av 0,58 kvadratkilometer eller 11 procent av avrinningsområdet.